# Toni Rodon i Casarramona
Toni Rodon i Casarramona   (Mataró, 1985) és un professor universitari i politòleg català. Treballa com a professor a la Universitat Pompeu Fabra (UPF), impartint classes de participació política, comportament polític i opinió pública.
Va estudiar Ciències Polítiques i de l'Administració i un Màster en Ciències Polítiques i Socials a la Universitat Pompeu fabra. Va complementar els seus estudis al Nuffield College de la Universitat d'Oxford i a l'Institute for Social Change de la Universitat de Manchester, així com al Centre d'Estudis Avançats en Ciències Socials de la Fundació Juan March.
Va començar a treballar com a investigador postdoctoral al Departament de Govern de la London School of Economics and Political Science (LSE) i al Spatial Social Science Lab de la Universitat Stanford (2014-2016). La seva recerca tracta temes de participació electoral, la geografia política, opinió pública i l'estudi del nacionalisme.
Des de 2019 és professor a la Universitat Pompeu Fabra, i col·laborador de diversos mitjans de comunicació. És coautor dels pòdcasts de divulgació El Pati Descobert i La segona volta, emesos a Catalunya Ràdio.

## Publicacions
- Catalunya, un pas endavant, (Angle, 2013) amb Marc Guinjoan i Marc Sanjaume
- El miratge de l'autogovern: el sistema autonòmic en perspectiva comparada (Fundació Irla, 2015)
- Una visió geogràfica de la independència de Catalunya (Institut d'Estudis d'Autogovern, 2015)
- Domestic Contestation of the European Union, London: (Routledge, 2021) (coeditor amb Sara Hobolt)
- Quan el teu veí és diferent: la relació entre la segregació i el capital social. (Fundació Catalunya Europa, 2022), (PDF Disponible en línia)
- Qui no vulgui pols (Peu de Mosca, 2024)[6]

## Premis i reconeixements
- 2013 - Premi d'assaig IRLA 2013 per Catalunya, un pas endavant.[7]
- 2020 - Premi Ajut a la Recerca Llegat Pasqual Maragall[8]
- 2022 - Premi de l'Institut d'Estudis de l'Autogovern (IEA)